# VZ Banque de dépôt

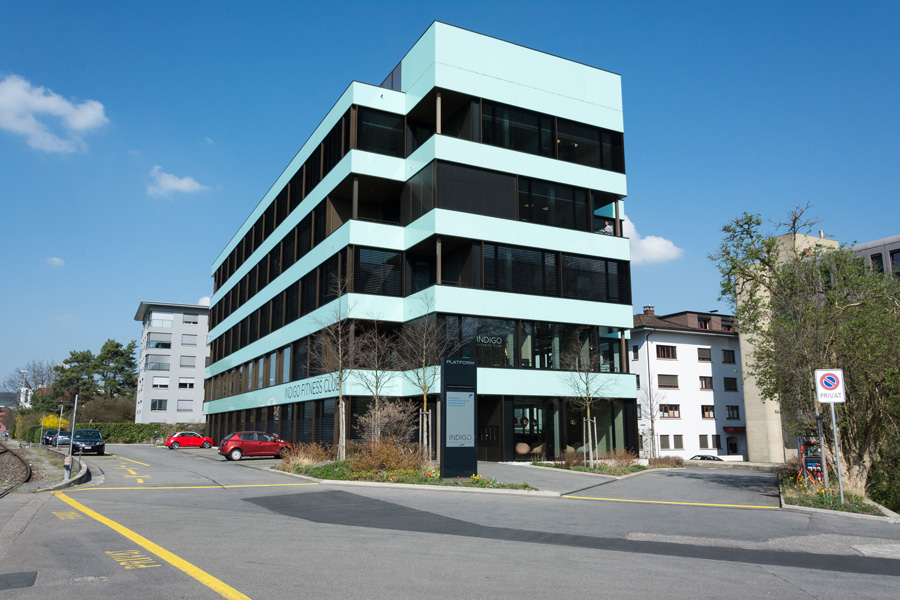
Siège social de VZ Banque de dépôt à Zoug

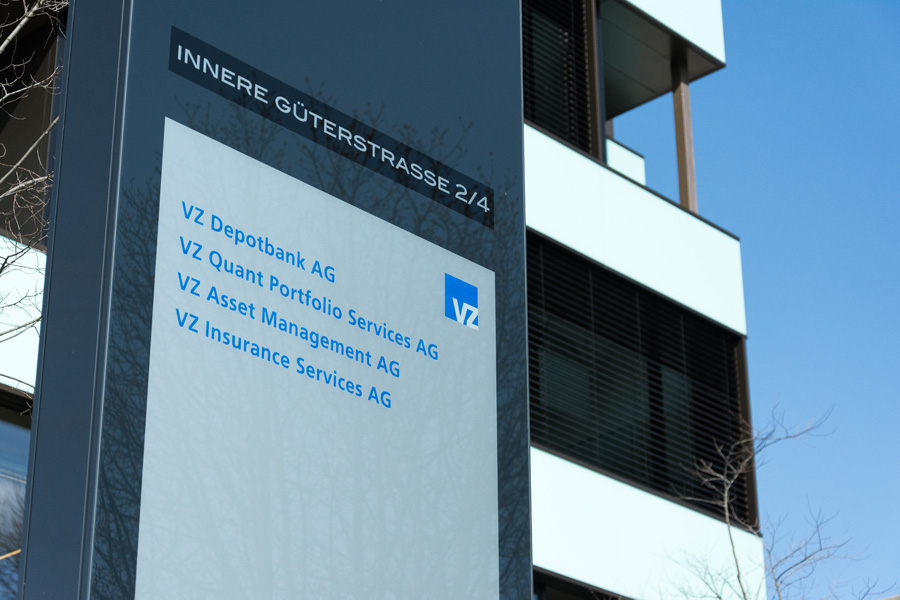
Devant VZ Banque de dépôt

VZ Banque de dépôt SA est une banque suisse dont le siège social est à Zoug. C’est une société du prestataire financier indépendant VZ Holding.
VZ Depotbank Deutschland AG a son siège social à Munich et est également une société de VZ Holding. 
Le groupe, connu sous le nom de VZ VermögensZentrum, emploie environ 1 200 collaborateurs et gère la fortune de clients à hauteur de 31,45 milliards de francs suisses.

## Modèle d'entreprise
VZ Banque de dépôt  propose en Suisse diverses prestations pour la clientèle privée : trafic de paiement, conseil en dépôt, Banque de dépôt et négociation de titres. Elle est également Banque de dépôt pour les investisseurs institutionnels.
En Allemagne, VZ Depotbank Deutschland AG agit principalement en tant que dépositaire pour les investisseurs privés.
VZ Banque de dépôt SA et VZ Depotbank Deutschland AG ne proposent pas de produits financiers maison et n’agissent pas en tant qu’intermédiaires de tiers non plus.
Les deux unités exploitent un Robo-Advisor sur Internet : en Suisse depuis 2010 et en Allemagne depuis 2013. L'offre en ligne basée sur des règles fixes concerne les placements libres et également la prévoyance liée dans le pilier 3a (Suisse),.